# Живи свободным или умри (фильм)
«Живи свободным или умри» (англ. Live Free or Die) — американская комедия, вышедшая на экраны в 2006 году.

## Сюжет
Фильм рассказывает о парне по прозвищу «Жестокий Джонни», распродающем фальшивые скидочные купоны. Однажды он встречает своего приятеля Джефа Лаграна, который помогает сестре разобраться с небольшим наследством. Жестокий Джонни тоже решает поучаствовать в дележе. Но внезапно у него возникают проблемы с полицией.

## В ролях
| Актёр                 | Роль                           |
| --------------------- | ------------------------------ |
| Аарон Стэнфорд        | Джон «Жестокий Джонни» Радгейт |
| Пол Шнайдер           | Джеф Лагран                    |
| Майкл Рапапорт        | Патни                          |
| Кевин Данн            | Монсон                         |
| Зоуи Дешанель         | Шерил                          |
| Эбон Мосс-Бакрак      | Газанига                       |
| Джуда Фридлендер      | Хеш                            |
| Питер Энтони Тамбакис | Маркус                         |
| Ким Дайректор         | Донна                          |

## Факты
- Название фильма совпадает с официальным девизом американского штата Нью-Гэмпшир.